# Ramiro Oliveros Fernández
Ramiro Oliveros Fernández   (Madrid, 13 de març de 1941 - Pozuelo de Alarcón, 26 d'abril de 2023) fou un actor espanyol.
Després d'abandonar els seus estudis de medicina s'instal·la primer a Londres per a seguir estudis d'art dramàtic al Royal Court Theatre i posteriorment a París i Frankfurt on dirigeix un grup teatral espanyol.
De retorn a Espanya en 1965, forma el grup de teatre Nasto i va consolidant una respectable carrera sobre els escenaris, amb obres com Los gigantes de la montaña (1977), de Pirandello, Las bacantes (1978), d'Eurípides al Festival de Teatre Clàssic de Mèrida o El gran teatro del mundo (1981), de Calderón de la Barca, al Centro Cultural de la Villa de Madrid.
A principis de la següent dècada debuta en televisió amb diferents espais per a TVE, com Hora once (1972) o Teatro de siempre (1972) per a, finalment, posar-se davant d'una càmera a El pantano de los cuervos, de Manuel Caño.
Durant els anys setanta i vuitanta roda entorn d'una trentena de títols entre els quals figuren Ya soy mujer (1974), de Manuel Summers, Más allá del deseo (1976), de José Antonio Nieves Conde, Memorias de Leticia Valle, de Miguel Ángel Rivas o El poderoso influjo de la luna (1980), d'Antonio del Real.
Compagina la seva carrera cinematogràfica amb una assídua presència en la pantalla petita: La saga dels Rius (1976), Estudio 1, Los Mitos i Novela, als anys 70; Los gozos y las sombras, La máscara negra i Régimen abierto als anys 80; Todos los hombres sois iguales als anys 90.
En 1977 va contreure el seu segon matrimoni amb la fotògrafa argentina Consuelo Buenader, de la qual es va separar en 1982. Anteriorment, es va casar i va enviduar d'una dona amb la qual va tenir dos fills.
Es va casar civilment des de 1982, amb la cançonetista Concha Márquez Piquer. Aquest mateix any fou convidat per Televisa a protagonitzar al costat de Silvia Pinal la telenovel·la Mañana es primavera.
Va tenir una filla amb Concha, Iris Amor, en 1988.

## Filmografia (seleccionada)
- Spanish Fly (1975)
- Terapia al desnudo (1975)
- Novios de la muerte (1975)
- La cruz del diablo (1975)
- La ragazza dal pigiama giallo (1977)